# Heloderma alvarezi
Heloderma alvarezi — вид ящірок родини Helodermatidae. Зустрічається в Мексиці та Гватемалі.